# Bulbophyllum subcrenulatum
Bulbophyllum subcrenulatum är en orkidéart som beskrevs av Rudolf Schlechter. Bulbophyllum subcrenulatum ingår i släktet Bulbophyllum och familjen orkidéer. Inga underarter finns listade i Catalogue of Life.